# Antisemitizem
Ántisemitízem je sovražna nastrojenost proti Judom kot verski, etnični ali rasni skupini, ki lahko zavzema vse od posameznikove nastrojenosti, do organiziranega sovraštva.

Izrazit antisemitizem izraža že 692 pravoslavna Trulanska sinoda, ki jo je sklical, vodil in zahteval izvršitev njenih odlokov bizantinski cesar Justinijan II., zlasti v 11. kanonu.

Višek jasne ideologije Hitlerjevega nacizma je bil najbolj skrajen primer tega fenomena, ki je vodil do genocida evropskih Judov.

## Oblike antisemitizma
Verski antisemitizem oz. antijudizem – Do 19. stoletja je bila večina antisemitizma prvotno verske narave, ki je temeljila na krščanski oz. muslimanski interpretaciji židovske vere (po krščanskem nauku tistega časa so bili Judje tisti, ki so bili krivi za smrt Jezusa Kristusa). Ker je bilo Židovstvo na splošno največja med krščanskimi manjšinami v Evropi in večini muslimanskega sveta so bili Židje pogosto glavne tarče verskega nasilja in pregona pred Kristjani ter muslimanskimi vladarji. V nasprotju z antisemitizmom na splošno je ta oblika nastrojena direktno proti veri sami in zato na splošno ne vpliva na ljudi judovskega porekla, ki so se spreobrnili v kakšno drugo vero. Zakoni, ki prepovedujejo židovske verske obrede, naj bi imeli korenine v verskem antisemitizmu, kot tudi izgon Judov v Srednjem veku.
Rasni antisemitizem – S svojimi koreninami v antropoloških idejah enotne rase, ki so se začele v razsvetljenstvu je postala prevladujoča oblika antisemitizma od poznega 19. stoletja do danes. Rasni antisemitizem je zamenjal nastrojenost proti Judom, kot vernikom, z idejo, da so Judje sami razločna rasna skupina, ne glede na njihove verske običaje in da so manjvredni oz. nevredni. Z vzponom rasnega antisemitizma so prišle v modo tudi teorije zarot, kjer so se Judje združevali z namenom, da bi nadvladali svet, kjer zagovorniki poudarjajo močno vpletenost Judov v velike banke, državne ustanove, mednarodne organizacije [[npr. Združeni narodi) in medije.
Novi antisemitizem – Veliko analitikov in Judovskih skupin meni, da se pojavlja nova oblika antisemitizma, ki se imenuje »Novi antisemitizem«. Nasprotniki trdijo, da se pojem »antisemitizem« velikokrat zlorablja za diskreditacijo kritikov pretekle in moderne Izraelske politike.